# Skies of Arcadia
Skies of Arcadia, pubblicato originariamente in Giappone come Eternal Arcadia (エターナルアルカディア?, Etānaru Arukadia), è un videogioco di ruolo pubblicato nel 2000 da SEGA per Sega Dreamcast. Il videogioco ha ricevuto una conversione per Nintendo GameCube dal titolo Skies of Arcadia Legends (エターナルアルカディア レジェンド?, Etānaru Arukadia Rejendo, lett. "Eternal Arcadia Legend").

## Trama
In un passato lontano il mondo era suddiviso in sei regni, ognuno dei quali faceva riferimento alle sei lune presenti nel cielo. La civiltà si sviluppò a tal punto da creare vere e proprie armi di distruzioni di massa, i giganti denominati Gigas, controllati tramite il potere dei Moon Crystals. I regni incominciarono a farsi guerra a vicenda tramite i Gigas portando morte e distruzione. Il più avanzato dei regni decise di utilizzare la Pioggia della Distruzione, la quale riuscì a fermare i conflitti, ma portò alla rovina i restanti regni. Da quel momento i Gigas ed i Moon Crystals furono sigillati e nascosti, così da non ripetere la stessa strage una seconda volta.
Passarono molti anni, le storie dei Gigas e dei sei regni diventarono leggende ormai dimenticate. Il mondo di Arcadia è composto da isole che fluttuano in un vastissimo cielo azzurro: è l'epoca di navi volanti, scoperte, avventure, tesori e pirati dell'aria. Il protagonista di Skies of Arcadia  infatti è Vyse, un giovane pirata dell'aria appartenente alla fazione dei Blue Rogues, pirati che attaccano solo navi più grandi delle proprie e che possiedono un loro codice morale (a differenza dei Black Pirates che saccheggiano ed attaccano anche i più deboli). Vyse con l'aiuto dell'amica Aika riesce a salvare una giovane ragazza catturata dalle truppe di Valua. La ragazza di nome Fina è in viaggio per il mondo di Arcadia con un compito ben preciso che all'inizio preferisce non rivelare.
Così il trio composto da Vyse, Aika e Fina (ed in seguito moltissimi altri personaggi) si imbarcano in un'avventura alla scoperta dei luoghi più remoti e sconosciuti di Arcadia, finendo inevitabilmente per scontrarsi con il temibile impero di Valua.

## Sviluppo
Originariamente denominato Project Ares, il videogioco è realizzato da alcuni sviluppatori del Team Andromeda, uno dei team più promettenti nella storia dei videogiochi che ha creato i titoli dal calibro di Panzer Dragoon e che ha lavorato per la serie Phantasy Star.
Skies of Arcadia è ispirato a moltissime opere, in primis da citare Laputa - Castello nel cielo per l'ambientazione, le tematiche, le navi volanti, le scoperte ed il senso di avventura a cui rimanda il gioco. Le armi di distruzione di massa Gigas invece sono un chiaro rimando ai soldati di Nausicaa di Hayao Miyazaki. Ci sono altri riferimenti come L'isola del tesoro, I viaggi di Gulliver, Robinson Crusoe, il manga Capitan Harlock o in generale allo steampunk ed alla fantascienza apocalittica e post apocalittica. Un altro gioco che contiene elementi molto simili a livello di stile, trama e tematiche è Grandia.
Alcuni dei personaggi di Skies of Arcadia compaiono come cameo in Sonic & All-Stars Racing Transformed e in Valkyria Chronicles.

## Accoglienza
La rivista Retro Gamer lo ha classificato come il quarto miglior gioco uscito per Dreamcast su un massimo di venticinque titoli.